# Huatabampo
Huatabampo è una municipalità dello stato di Sonora nel Messico settentrionale, il cui capoluogo è la omonima località.
Conta 80.524 abitanti (2010) e ha una estensione di 1.933,20 km².
Il nome della località in lingua yaqui significa salice che spunta dall'acqua.